# Xangalà
Xangalà (en rus: Шангала) és un poble del krai de Stàvropol, a Rússia, que en el cens del 2010 tenia 1.460 habitants. Pertany al districte rural de Petrovski.